# Elizabeth Peabody
Elizabeth Palmer Peabody (Billerica, 16 de maig de 1804 - Jamaica Plain, 3 de gener de 1894) va ser una educadora nord-americana que va obrir la primera llar d'infants en idioma anglès als Estats Units. Molt abans que la majoria d'educadors, va adoptar la premissa que el joc dels nens té un valor intrínsec del desenvolupament i l'educació.
També va servir com a traductora per a la primera versió en anglès d'un escrit budista que va ser publicat en 1844.

## Biografia
Va néixer en Billerica (Massachusetts), el 16 de maig de 1804. Era filla del metge Nathaniel Peabody i Elizabeth («Eliza») Palmer; va passar els seus primers anys a Salem. Després de 1822 va residir principalment a Boston on es va dedicar a l'ensenyament. També es va convertir en una escriptora i figura prominent en el moviment transcendental. Durant 1834-1835, va treballar com a assistenta del professor Amos Bronson Alcott en el Tremp School, la seva escola experimental a Boston. Després que va tancar l'escola, va publicar Record of a School (Registre d'una escola), on descriu el pla escolar i la filosofia educativa per a la infantesa primerenca per Alcott, qui s'havia inspirat en models alemanys.

### Llibreria
Més tard va obrir una tenda de llibres, l'Elizabeth Palmer Peabody's West Street Bookstore («llibreria del Carrer Oest d'Elizabeth Palmer Peabody», a la seva casa a Boston (c. 1840-1852).
Va ser allà on es van celebrar les «Converses», organitzades per la Margaret Fuller. La primera d'aquestes reunions entre dones es va celebrar el 6 de novembre de 1839. Els temes d'aquestes discussions i debats van ser variats, van abastar les belles arts, la història, mitologia, literatura i naturalesa. Fuller va servir de «nucli de la conversa» i va intentar donar resposta a les «grans preguntes» que enfrontaven les dones: «Hem nascut per fer què? Com ho farem?, perquè poques disposen per fer-ho per si mateixes fins i tot si estan travessant els seus millors anys.» Moltes figures en el moviment pels drets de la dona van participar de la reunió, incloent-hi Sophia Dana Ripley, Caroline Sturgis, i Maria White Lowell.
En 1840, el Catalogue of the Foreign Library va oferir diversos centenars de títols en els idiomes alemany, francès, espanyol, italià i anglès, incloent-hi: